# غاري ليتش
غاري ليتش (بالإنجليزية: Gary Leach)‏ هو كاتب أمريكي، ولد في 1957 في كولومبيا في الولايات المتحدة.